# Phụ lục tình yêu
Phụ lục tình yêu (tiếng Hàn: 로맨스는 별책부록; Romaja: Romaenseuneun Byeolchaekburok; Romance Is A Bonus Book) là một bộ phim truyền hình Hàn Quốc với sự tham gia của Lee Na-young và Lee Jong-suk., được phát sóng vào ngày 26 tháng 1 năm 2019 trên tvN.

## Tóm tắt
Cha Eun Ho là biên tập viên thành công của một công ty xuất bản, khi còn nhỏ, anh được Kang Dan-i cứu trong một tai nạn xe hơi. Cuộc sống của họ đan xen một lần nữa sau khi Kang Dan-i xin việc ở công ty xuất bản và họ bắt đầu nảy sinh tình cảm lãng mạn dành cho nhau.

## Diễn viên

### Diễn viên chính
- Lee Na-young vai Kang Dan-i (37 tuổi) [6]
- Lee Jong-suk vai Cha Eun Ho (32 tuổi) [7][8] | Tổng biên tập Nhà xuất bản Gyeoru
- Jung Yoo Jin trong vai Song Hae Rin (29 tuổi) [9] | Trợ lý Trưởng phòng biên tập
- Wi Ha-joon trong vai Ji Seo Joon (29 tuổi) [10] | Nhà thiết kế sách tự do

### Các diễn viên khác

#### Các nhân vật trong Nhà xuất bản
- Kim Tae-woo làm CEO Kim Jae-min [11] I Giám đốc Nhà xuất bản Gyeoru
- Kim Yoo-mi vai Go Yoo-sun [12] | Phó Giám đốc
- Jo Han-chul vai Bong Ji-hong [13] | Trưởng phòng biên tập nội dung
- Kim Sun-young vai Seo Young-ah
- Kang Ki-doong [ko] là Park Hoon
- Park Gyu-young vai Oh Ji-yool [14]
- Lee Kwan-hoon trong vai Lee Seung-jin
- Choi Seung-yoon trong vai Bae Kwang-soo [15]
- Lee Ha-eun trong vai Chae Song-ee

#### Các nhân vật khác
- Oh Eui Sik vai Hong Dong Min - Chồng cũ của Kang Dani.
- Lee Ji Won vai Hong Jae Hee - Con gái của Kang Dani.
- Hwang Se On vai Kim Na Kyung

## Bản nhạc gốc

### Phần 1
| Released on 3 tháng 2 năm 2019 | Released on 3 tháng 2 năm 2019      | Released on 3 tháng 2 năm 2019 | Released on 3 tháng 2 năm 2019             | Released on 3 tháng 2 năm 2019 | Released on 3 tháng 2 năm 2019 |
| STT                            | Nhan đề                             | Phổ lời                        | Phổ nhạc                                   | Artist                         | Thời lượng                     |
| ------------------------------ | ----------------------------------- | ------------------------------ | ------------------------------------------ | ------------------------------ | ------------------------------ |
| 1.                             | "The Story I Couldn't See" (잔나비) | Choi Jung-hoon                 | Choi Jung-hoon Kim Do-hyung Yoo Young-hyun | Jannibi                        | 3:46                           |
| 2.                             | "The Story I Couldn't See" (Inst.)  |                                | Choi Jung-hoon Kim Do-hyung Yoo Young-hyun |                                | 3:46                           |
| Tổng thời lượng:               | Tổng thời lượng:                    | Tổng thời lượng:               | Tổng thời lượng:                           | Tổng thời lượng:               | 7:32                           |

### Phần 2
| Released on 10 tháng 2 năm 2019 | Released on 10 tháng 2 năm 2019 | Released on 10 tháng 2 năm 2019 | Released on 10 tháng 2 năm 2019       | Released on 10 tháng 2 năm 2019 | Released on 10 tháng 2 năm 2019 |
| STT                             | Nhan đề                         | Phổ lời                         | Phổ nhạc                              | Artist                          | Thời lượng                      |
| ------------------------------- | ------------------------------- | ------------------------------- | ------------------------------------- | ------------------------------- | ------------------------------- |
| 1.                              | "Rainbow" (레인보우)            | Nam Hye-seung Park Jin-ho       | Nam Hye-seung Surf Green Park Min-joo | Rothy                           | 3:31                            |
| 2.                              | "Rainbow" (Inst.)               |                                 | Nam Hye-seung Surf Green Park Min-joo |                                 | 3:31                            |
| Tổng thời lượng:                | Tổng thời lượng:                | Tổng thời lượng:                | Tổng thời lượng:                      | Tổng thời lượng:                | 7:02                            |

### Phần 3
| Released on 17 tháng 2 năm 2019 | Released on 17 tháng 2 năm 2019 | Released on 17 tháng 2 năm 2019   | Released on 17 tháng 2 năm 2019 | Released on 17 tháng 2 năm 2019 | Released on 17 tháng 2 năm 2019 |
| STT                             | Nhan đề                         | Phổ lời                           | Phổ nhạc                        | Artist                          | Thời lượng                      |
| ------------------------------- | ------------------------------- | --------------------------------- | ------------------------------- | ------------------------------- | ------------------------------- |
| 1.                              | "All I Do" (그대만 떠올라)      | Roy Kim Nam Hye-seung Park Jin-ho | Nam Hye-seung Park Jin-ho       | Roy Kim                         | 4:26                            |
| 2.                              | "All I Do" (Inst.)              |                                   | Nam Hye-seung Park Jin-ho       |                                 | 4:26                            |
| Tổng thời lượng:                | Tổng thời lượng:                | Tổng thời lượng:                  | Tổng thời lượng:                | Tổng thời lượng:                | 8:52                            |

### Phần 4
| Released on 24 tháng 2 năm 2019 | Released on 24 tháng 2 năm 2019 | Released on 24 tháng 2 năm 2019 | Released on 24 tháng 2 năm 2019 | Released on 24 tháng 2 năm 2019 | Released on 24 tháng 2 năm 2019 |
| STT                             | Nhan đề                         | Phổ lời                         | Phổ nhạc                        | Artist                          | Thời lượng                      |
| ------------------------------- | ------------------------------- | ------------------------------- | ------------------------------- | ------------------------------- | ------------------------------- |
| 1.                              | "I Pray"                        | Nam Hye-seung Park Jin-ho       | Nam Hye-seung Surf Green        | Motte                           | 3:51                            |
| 2.                              | "I Pray" (Inst.)                |                                 | Nam Hye-seung Surf Green        |                                 | 3:51                            |
| Tổng thời lượng:                | Tổng thời lượng:                | Tổng thời lượng:                | Tổng thời lượng:                | Tổng thời lượng:                | 7:42                            |

### Phần 5
| Released on 3 tháng 3 năm 2019 | Released on 3 tháng 3 năm 2019 | Released on 3 tháng 3 năm 2019 | Released on 3 tháng 3 năm 2019 | Released on 3 tháng 3 năm 2019 | Released on 3 tháng 3 năm 2019 |
| STT                            | Nhan đề                        | Phổ lời                        | Phổ nhạc                       | Artist                         | Thời lượng                     |
| ------------------------------ | ------------------------------ | ------------------------------ | ------------------------------ | ------------------------------ | ------------------------------ |
| 1.                             | "Some Day(어떤 날)"            | The Black Skirts               | The Black Skirts               | The Black Skirts               | 4:06                           |
| 2.                             | "Some Day(어떤 날)" (Inst.)    |                                | The Black Skirts               |                                | 4:06                           |
| Tổng thời lượng:               | Tổng thời lượng:               | Tổng thời lượng:               | Tổng thời lượng:               | Tổng thời lượng:               | 8:12                           |

### Phần 6
| Released on 9 tháng 3 năm 2019 | Released on 9 tháng 3 năm 2019      | Released on 9 tháng 3 năm 2019 | Released on 9 tháng 3 năm 2019 | Released on 9 tháng 3 năm 2019 | Released on 9 tháng 3 năm 2019 |
| STT                            | Nhan đề                             | Phổ lời                        | Phổ nhạc                       | Artist                         | Thời lượng                     |
| ------------------------------ | ----------------------------------- | ------------------------------ | ------------------------------ | ------------------------------ | ------------------------------ |
| 1.                             | "A Book Of You (너라는 책)"         | Nam Hye-seung, Park Jin-ho     | The Black Skirts               | Son Ho-young (g.o.d)           | 3:51                           |
| 2.                             | "A Book Of You (너라는 책)" (Inst.) |                                | The Black Skirts               |                                | 3:51                           |
| Tổng thời lượng:               | Tổng thời lượng:                    | Tổng thời lượng:               | Tổng thời lượng:               | Tổng thời lượng:               | 7:42                           |

### Phần 7
| Released on 10 tháng 3 năm 2019 | Released on 10 tháng 3 năm 2019              | Released on 10 tháng 3 năm 2019 | Released on 10 tháng 3 năm 2019 | Released on 10 tháng 3 năm 2019 | Released on 10 tháng 3 năm 2019 |
| STT                             | Nhan đề                                      | Phổ lời                         | Phổ nhạc                        | Artist                          | Thời lượng                      |
| ------------------------------- | -------------------------------------------- | ------------------------------- | ------------------------------- | ------------------------------- | ------------------------------- |
| 1.                              | "Close I'll Be (너의 모든 기억속에)"         | Nam Hye-seung, Park Jin-ho      | Kim Se-jin, Midnight            | Kim Na-young                    | 3:26                            |
| 2.                              | "Close I'll Be (너의 모든 기억속에)" (Inst.) |                                 | Kim Na-young                    |                                 | 3:26                            |
| Tổng thời lượng:                | Tổng thời lượng:                             | Tổng thời lượng:                | Tổng thời lượng:                | Tổng thời lượng:                | 6:52                            |

### Phần 8
| Released on 19 tháng 3 năm 2019 | Released on 19 tháng 3 năm 2019 | Released on 19 tháng 3 năm 2019 | Released on 19 tháng 3 năm 2019 | Released on 19 tháng 3 năm 2019 | Released on 19 tháng 3 năm 2019 |
| STT                             | Nhan đề                         | Phổ lời                         | Phổ nhạc                        | Artist                          | Thời lượng                      |
| ------------------------------- | ------------------------------- | ------------------------------- | ------------------------------- | ------------------------------- | ------------------------------- |
| 1.                              | "Happy End"                     | Nam Hye-seung, Surf Green       | Nam Hye-seung, Surf Green       | SAya, Kim Ki-won                | 3:51                            |
| 2.                              | "You're Beautiful"              | Nam Hye-seung, JELLO ANN        | Nam Hye-seung, Park Sang-hee    | Will Bug                        | 2:36                            |
| 3.                              | "Walking On Sunshine"           | Nam Hye-seung, Surf Green       | Nam Hye-seung, Surf Green       | SAya                            | 3:11                            |
| Tổng thời lượng:                | Tổng thời lượng:                | Tổng thời lượng:                | Tổng thời lượng:                | Tổng thời lượng:                | 9:38                            |

### Khác
| Bài hát                                               | Nghệ sĩ              |
| ----------------------------------------------------- | -------------------- |
| Wonderful Power Dance 멋지게 파워댄스                 | Kim Ki Won (김기원)  |
| Happy End (English Ver.)                              | Lee Hye Min (이혜민) |
| Walking on Sunshine (English Ver.)                    | Lee Hye Min (이혜민) |
| Romance Is a Supplement Title 로맨스는 별책부록 Title |                      |
| Eun Ho's Whisper 1 은호의 휘파람 1                    |                      |
| Eun Ho's Whisper 2 은호의 휘파람 2                    |                      |
| A Warm Book 따뜻한 책한권                             |                      |
| Dan Yi & Eun Ho's Story 단이와 은호 이야기            |                      |
| The Romance                                           |                      |
| Where is My Shoes 내신발은 어디로                     |                      |
| Dan Yi's Room 단이의 방                               |                      |
| Today Too Fighting 오늘도 파이팅                      |                      |
| Funny Publisher "Gyeoroo" 재밌는 출판사 "겨루"        |                      |
| I Know Kang Dan Yi 날아라 강단이                      |                      |
| We on Snowy Day 눈이 오던 날 우리는                   |                      |
| Lovely Couples 귀여운 연인들                          |                      |

## Tỷ lệ người xem
Trong bảng này, màu xanh biểu thị xếp hạng thấp nhất và màu đỏ đại diện cho xếp hạng cao nhất. 
| Ep.             | Ngày phát sóng gốc | Chức vụ | AGB Nielsen | AGB Nielsen | TNmS      |
| Ep.             | Ngày phát sóng gốc | Chức vụ | Toàn quốc   | Seoul       | Toàn quốc |
| --------------- | ------------------ | --- | ----------- | ----------- | --------- |
| 1               | 26.01.2019         | Bà chị mà tôi quen biết, Kang Dan-i (아는누나, 강단이)                                                                        | 4.280%      | 4.937%      | 4,9%      |
| 2               | 27.01.2019         | Bạn đang trốn trong nhà tôi? (우리 집에 숨어 살았어?)                                                                         | 4,420%      | 5,466%      | 4,3%      |
| 3               | 02.02.2019         | Mọi người gọi tôi bằng tên (사람들이 내 이름을 불러)                                                                          | 4.385%      | 5.355%      | -         |
| 4               | 03.02.2019         | Cho dù mọi người có quay lưng lại với tôi (모든 이들이 내게 등을 돌려도)                                                      | 4.256%      | 5,155%      | -         |
| 5               | 09.02.2019         | Tôi cũng tò mò về cảm giác của tôi (나도 궁금해, 내 마음이)                                                                   | 4,436%      | 5,601%      | 4,7%      |
| 6               | 10.02.2019         | Tôi nghĩ rằng tôi đã biết nó từ đầu (이미 안다고 생각하는 것도 다시 처음부터)                                                 | 5,064%      | 6.468%      | 5,1%      |
| 7               | 16.02.2019         | Nói với cô ấy dùm tôi đang đợi ở đây (나 여기서 기다린다고 전해줘요)                                                          | 4,962%      | 6.073%      | 4,7%      |
| 8               | 17.02.2019         | Bàn tay nóng ấm ấy liệu có phải là giấc mơ? (그 뜨거운 손길은 꿈이었을까)                                                     | 5,378%      | 6.857%      | 5,0%      |
| 9               | 23.02.2019         | Quyển sách cũ ấy, cảm giác giống như mới đọc lần đầu (그 오랜된 책이 마치 처음 읽는 책처럼)                                   | 5,8%        | -           | -         |
| 10              | 24.02.2019         | Thỉnh thoảng có một ngày như ngày hôm nay (가끔 오늘 같은 날이 있어)                                                          | 5,8%        | 7,139%      | -         |
| 11              | 02.03.2019         | Sao cứ nghĩ đến chuyện chia tay trong khi sẽ bên nhau mãi mãi 같이 있을 생각을 해야지, 왜 헤어질 생각을 해?                   | 5.029%      | 5.963%      |           |
| 12              | 03.03.2019         | Chọn <Buổi hẹn hò đầu tiên> làm tiêu đề thì sao? 제목으로 첫 데이트는 어때?                                                   | 5.238%      | 6.396%      |           |
| 13              | 09.03.2019         | Có phải vì tôi mà cậu đau lòng?? (나 때문에 마음 아팠지?)                                                                     | 5.329%      | 6.336%      |           |
| 14              | 10.03.2019         | Chị hiểu em chứ? (너는 나를 다 알지?)                                                                                         | 6.345%      | 7.753%      |           |
| 15              | 16.03.2019         | Cho dù cậu không nói ra thì lẽ ra tôi cũng phải tự hiểu... (네가 말하지 않았어도 알았어야 했는데...)                          | 5.018%      | 6.166%      |           |
| 16              | 17.03.2019         | Gặp cậu giống như thể tôi đã gặp quyển sách và nhận được nguồn an ủi ấm áp.. (내가 너라는 책을 만나 따뜻한 위로를 받았듯이..) | 6.651%      | 8.117%      |           |
| Trung bình cộng | Trung bình cộng    | Trung bình cộng | 5.151%      | %           | –         |

- This drama airs on a cable channel/pay TV which normally has a relatively smaller audience compared to free-to-air TV/public broadcasters (KBS, SBS, MBC và EBS).

## Hàng hoá
| STT | Loại hình               |
| --- | ----------------------- |
| 1   | Kịch bản phim (2 quyển) |
| 2   | Nhạc phim (2 CD)        |